# 蔓木鋼音
蔓木鋼音，日本插畫家。靜岡縣濱松市出身。主要擔當男性向十八禁遊戲（美少女遊戲）的原畫、人物設計以及輕小說的插圖等。直到2005年F&C和DreamSoft、2006年參予十八禁遊戲公司SkyFish遊戲製作。2011年自SkyFish退社、成為自由插畫家。同時是、同人社團的管理者。

## 作品列表

### 成人遊戲
- F&C・FC03
  - 彩虹的那端（虹の彼方に）（2003年2月7日、原畫）
  - Natural Another One （2003年9月6日、原畫）
- DreamSoft
  - North Wind （2004年9月24日、圖解）
  - Natural Another One 2nd -Belladonna--（2005年10月28日、原畫）
- SkyFish（日语：SkyFish）
  - FamiliarSpirits!!（ふぁみ☆すぴ!! ～FamiliarSpirits!!～）（2006年12月15日、原畫）
  - 白銀的太陽（白銀のソレイユ）（2007年3月30日、原畫）
  - 春風鳥的棲木（はるかぜどりに、とまりぎを。）（2007年10月26日、原畫）
  - 鋼炎的太陽（鋼炎のソレイユ）（2008年4月25日、原畫）
  - Primary ～Magical★Trouble★Scramble～（2009年6月26日、原畫）
  - 春風鳥的棲木 第二話 ～月之扉與海之碎片～（はるかぜどりに、とまりぎを。 2nd Story ～月の扉と海の欠片～）（2010年1月29日、原畫）
  - 蒼穹的太陽（蒼穹のソレイユ）（2011年2月25日、原畫）
  - （2011年8月26日、原畫）
  - （2012年4月27日、原畫）
  - （2013年4月26日、原畫）
- 戲畫
  - BALDR BRINGER（2017年10月27日、原畫）
- Courreges A
  - （2017年7月6日、原畫）

### 輕小說
- （著者：葵東，GA文庫）
- （著者：西野勝海，MF文庫J）
- （著者：九重一木、角川Sneaker文庫）
- （著者：阿羅本景、Super Dash文庫）
- 殭屍少女的災難（著者：池端亮、角川Sneaker文庫、台灣角川、天聞角川代理）
- 殭屍少女的入學（著者：池端亮、角川Sneaker文庫）
- 萬事包辦退魔士的還債計畫（よろず屋退魔士の返済計画）（著者：SOW、OVERLAP文庫、東立代理）
- 支配異世界的技能掠奪者 ～從零開始建造奴隸後宮～（異世界支配のスキルテイカー ～ゼロから始める奴隷ハーレム～）（著者：柑橘ゆすら，講談社輕小說文庫、東立代理）
- （著者：逢空万太，GA文庫）
- （著者：明月千里，GA文庫）
- （著者：佐竹アキノリ，ヒーロー文庫）

### 其他
- 「かになべ」蔓木鋼音藝術作品&日曆（2005年1月28日）
- 女王之刃叛亂（日语：クイーンズブレイド リベリオン） 超振動戰乙女 ミリム（2009年4月18日、角色設計）
- 萌え萌え真・武器大全 剣の書（2009年12月24日、封面插圖）
- The collection of 蔓木鋼音 pictures Exhibition at Walhalla（MAX（日语：マックス (出版社)）出版、2011年3月）
- （2014年2月5日）

## 外部連結
- http://tataraba.blog35.fc2.com/ （页面存档备份，存于） （日語）
- （日語）
- 蔓木鋼音的X（前Twitter）